# 516 Arouca
516 Arouca ist eine Fußgängerbrücke in Arouca im Norden Portugals, die als Hängebrücke konstruiert ist. Mit 516 m Länge löst sie die 494 m lange Charles Kuonen Hängebrücke (Wallis, Schweiz) als Fußgängerbrücke mit der längsten Spannweite der Welt ab. Sie überquert die Schlucht des Flusses Paiva in 175 m Höhe. Je nach Quelle gilt sie auch als zweitlängste Fußgängerbrücke der Welt nach der Baglung-Parbat-Seilbrücke in Nepal.

## Entstehung
Erste Ideen für die Brücke gab es 2005, damals als Bestandteil eines Geoparks. Dieser wurde 2015 zu dem Arouca UNESCO Global Geopark und hat eine Fläche von 327 km². Die Brücke ist in diesem gelegen. Das ITeCons - Institut für Forschung und technologische Entwicklung für Bauwesen, Energie, Umwelt und Nachhaltigkeit an der Universität Coimbra war verantwortlich für Design, rechnerische und experimentelle Analyse, Dimensionierung und technische Unterstützung während des Baus. Das Laboratório Nacional de Engenharia Civil (LNEC) führte Tests im Windkanal und vor Ort durch, um die Sicherheit zu überprüfen. Gebaut wurde die Brücke durch Conduril – Engenharia, SA. Subunternehmer von Conduril waren unter anderem Cordoaria Oliveira Sá, ein Tochterunternehmen der amerikanischen WireCo WorldGroup, verantwortlich für die Produktion und Installation des gesamten Kabelsystems und das auf vertikale Arbeiten spezialisierte Unternehmen Outsideworks für die Höhenarbeit. Die Europäische Union unterstützte das Projekt.
Die Planung begann im Jahr 2016, Baubeginn war 2017. Aufgrund von Ausführungsproblemen und geologischen Schwierigkeiten musste der ursprünglich vorgesehene Standort der Brücke verlegt werden. Die Brücke wurde im Juli 2020 fertiggestellt. Die Baukosten betrugen ca. 2,1 Millionen Euro. Die Eröffnung wurde auf den 2. Mai 2021 festgelegt; Einheimische konnten sie schon ab dem 29. April 2021 betreten.
Die Brücke besteht aus insgesamt 127 jeweils 4 m langen Metallgittermodulen, so dass man durch den Boden hindurch gut in die darunter liegende tiefe Schlucht des Flusses Paiva sehen kann. Sie wird von zwei Stahlseilen getragen, die an zwei Stahlbeton-Pylonen am Anfang und Ende der Brücke befestigt sind. Die Pylone sind 35,5 m hoch und haben die Form eines abgeschnittenen umgedrehten „A“; auf der Oberseite sind sie 32 m breit. Dadurch werden horizontale Schwingungen verringert.

## Einordnung
Während die Brücke weitgehend als Fußgängerhängebrücke bezeichnet wird, gibt CNN zusätzlich “Tibetan Style” (CNN, deutsch: „Tibet-Stil“) zur Einordnung an. Auch die Charles Kuonen Hängebrücke wird in ihrem Eintrag im Guinness-Buch der Rekorde als “Longest Tibet-style footbridge” (Guinness-Buch der Rekorde, deutsch: „Längste Fussgängerbrücke im Tibet-Stil“) betitelt.

## Nutzung
Die Brücke ist für Kinder unter 6 Jahren gesperrt, Minderjährige müssen von ihren Eltern begleitet werden. Auch für Erwachsene ist die Begleitung durch einen Touristenguide erforderlich. Eine Überquerung ist kostenpflichtig (Stand Mai 2021). Für Einwohner von Arouca ist die Benutzung der Brücke stark vergünstigt.
Die Nutzung ist nur über vorher erworbene Online-Tickets möglich. Ein Vor-Ort-Verkauf erfolgt nicht.
Eigentümer der Brücke ist die Gemeinde Arouca.

## Auszeichnungen
Die Brücke wurde 2020 mit dem portugiesischen Architekturpreis „Prémios Construir“ ausgezeichnet und ist 2021 für einen der World Travel Awards nominiert.